# Dichromodes mesotoma
Dichromodes mesotoma är en fjärilsart som beskrevs av Turner 1943. Dichromodes mesotoma ingår i släktet Dichromodes och familjen mätare. Inga underarter finns listade i Catalogue of Life.